# Réserve naturelle nationale du marais d'Yves
La  réserve naturelle nationale du marais d'Yves (RNN53) est une réserve naturelle nationale française située dans le département de la Charente-Maritime, en Nouvelle-Aquitaine, en bordure de l’océan Atlantique. Classée en 1981, elle occupe une surface de 192 hectares au fond de la baie d'Yves, vaste baie entourée de marais. Gérée par la LPO, elle est connue pour être un important sanctuaire ornithologique. Elle a été particulièrement touchée par la tempête Martin de décembre 1999. Le 14 novembre 2024, le périmètre est étendu à 1 206 ha.

## Localisation

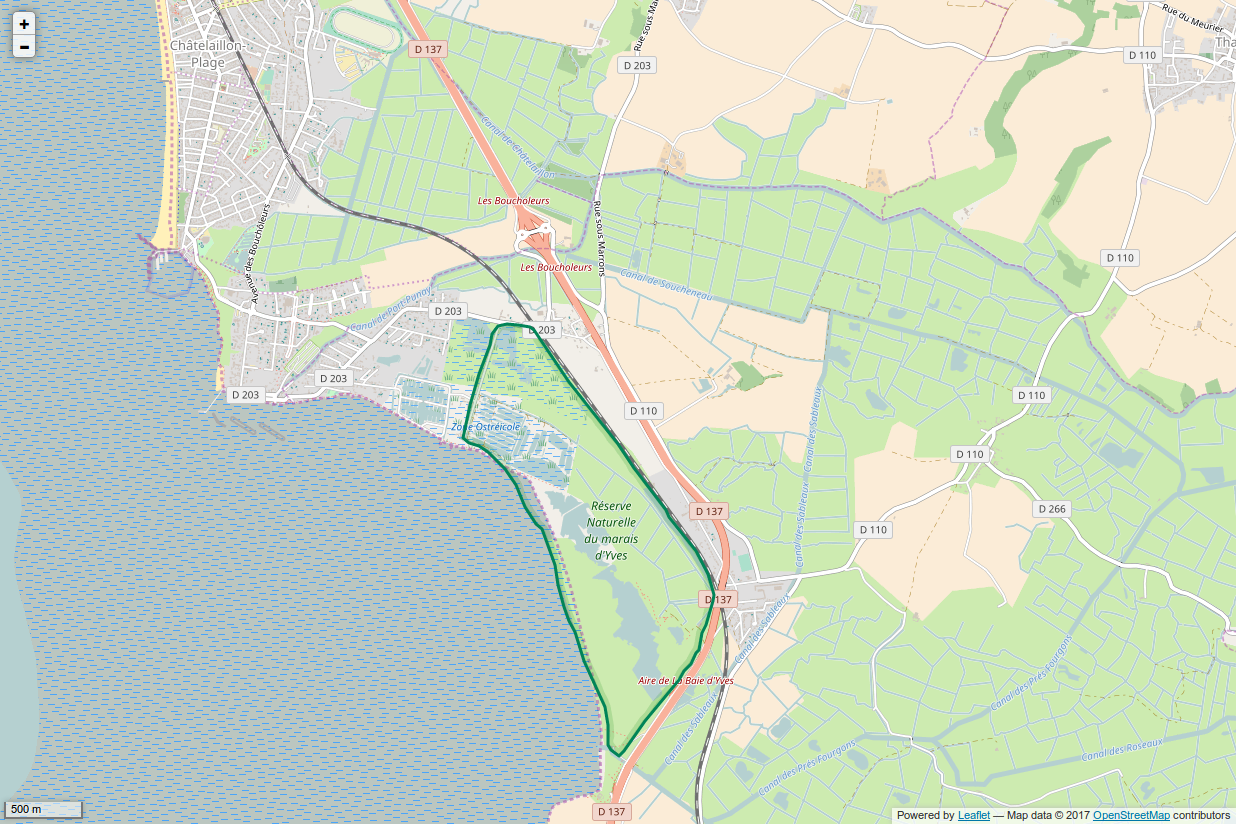
Périmètre originel de la réserve naturelle.

Le territoire de la réserve naturelle se trouve en Charente-Maritime, sur le territoire de la commune d'Yves, entre Châtelaillon-Plage et Fouras en bordure de la RD 137 et à une vingtaine de kilomètres au Sud de La Rochelle. Située en bordure de l'océan Atlantique, il forme un losange d'environ 3 km de long sur 0,8 km de large au fond de la baie d'Yves, vaste baie entourée de marais et qui s'étend sur 192,409 ha.
Une extension du périmètre a lieu le 14 novembre 2024. Celui-ci couvre maintenant 1 206 ha dont 880 ha de domaine public maritime.

## Histoire du site et de la réserve

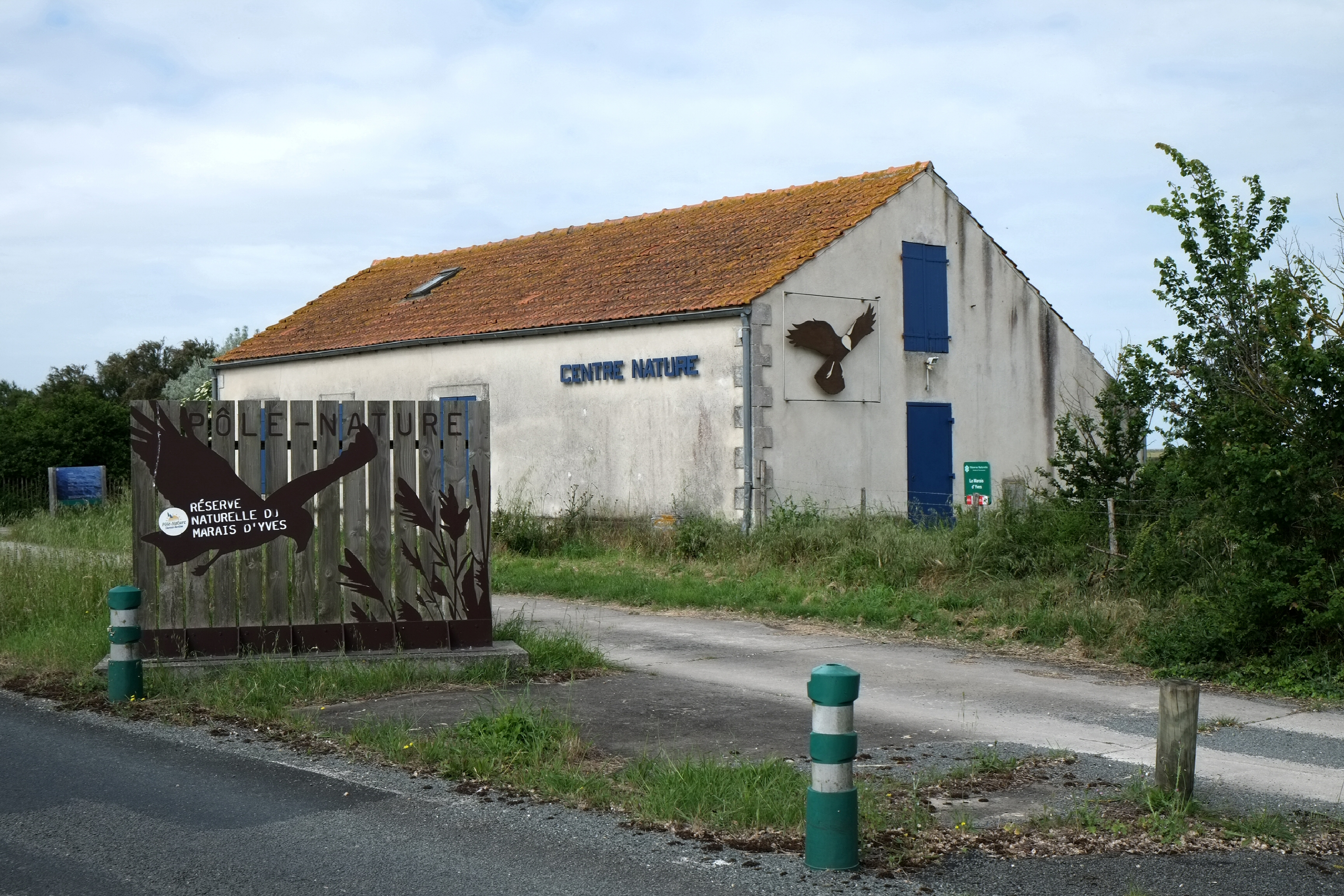
Maison d'accueil de la réserve naturelle en bordure de la RD 137.

À l'époque romaine, le territoire actuel était immergé. Convoité par des promoteurs immobiliers au cours des années 1970, le site naturel de la baie d'Yves fut transformé en réserve naturelle par un décret ministériel paru au Journal officiel le 21 août 1981, à la suite de la mobilisation de plusieurs naturalistes, scientifiques et élus locaux. Cette même année, 62 % de la superficie de la réserve nouvellement créée sont acquis par le Conservatoire de l’espace littoral et des rivages lacustres (CELRL).
En 1982, l’État choisit de déléguer la gestion de la réserve à la Ligue pour la protection des oiseaux (LPO). L'ouverture du Centre nature, destiné à l'accueil du public, marque un tournant en 1987. La réserve naturelle est intégrée au réseau des Pôles-nature du Conseil Général en 1996, avant d'être ravagée par la tempête Martin de décembre 1999, qui provoque un raz-de-marée sur la réserve. Celui-ci dévastera la quasi-totalité du site (99 %).

## Écologie (biodiversité, intérêt écopaysager…)

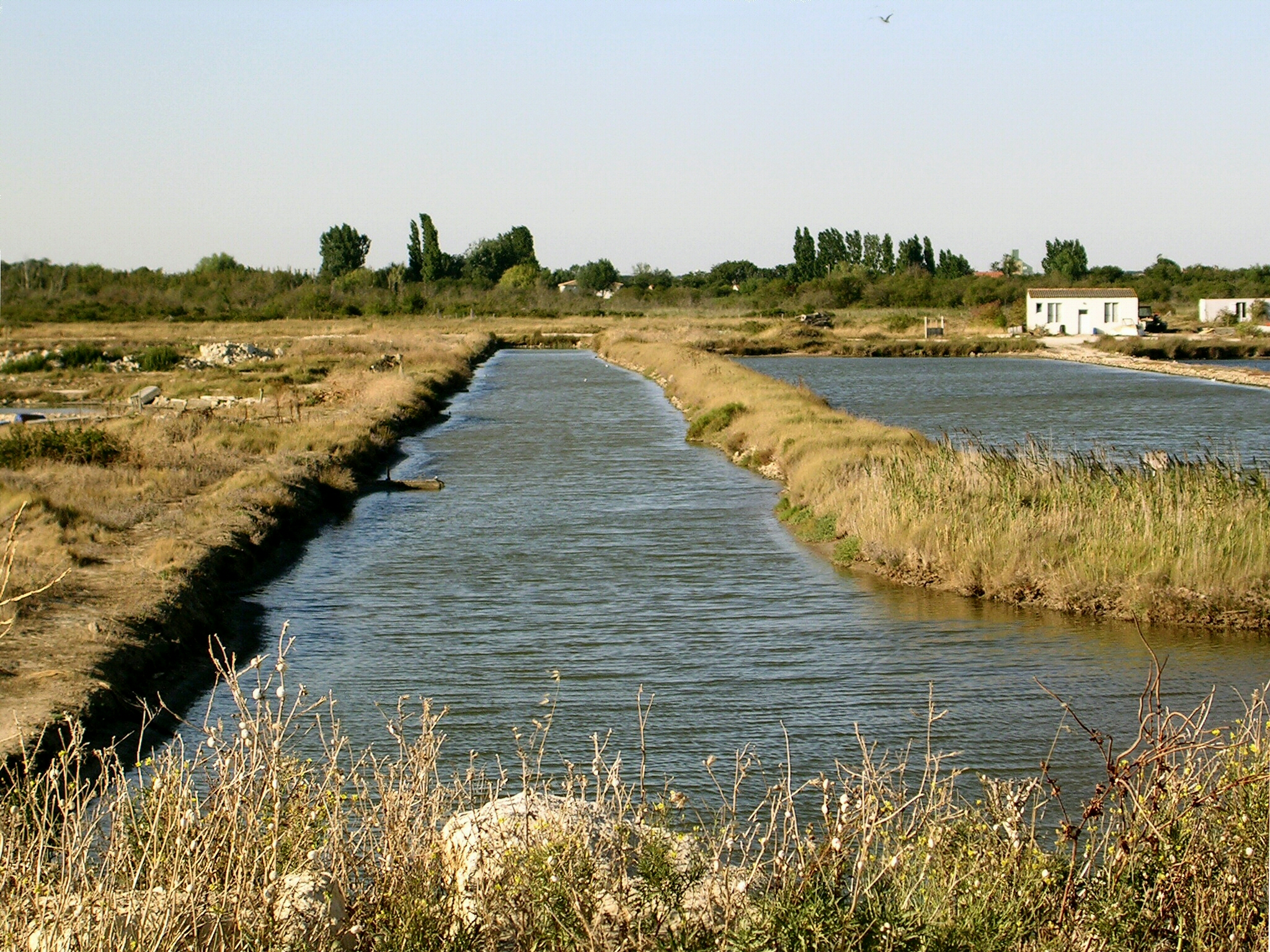
Vue d'un fossé et d'un plan d'eau de la réserve naturelle

Situé sur le littoral charentais entre La Rochelle et Rochefort, le site rassemble une grande diversité de milieux : estran vaseux, dunes sèches et pannes, marais et roselières, prairies humides, haies de tamaris, bosquets et fourrés…
La baie d'Yves est l'un des principaux sanctuaires de l'Hexagone pour les oiseaux migrateurs. L'hiver, la réserve accueille environ 20 000 limicoles, 1 500 canards et plusieurs centaines d'oies cendrées. En total, ce ne sont pas moins de 250 espèces d'oiseaux qui fréquentent la baie.
La réserve juxtapose plusieurs types d'habitats préservés :
- La lagune, qui sert de reposoir à de nombreux oiseaux échassiers.
- La roselière, où nichent certaines espèces.
- Les prairies humides.

### Flore
La belle mosaïque de fleurs du milieu installée sur ce petit coin de littoral, accueille une multitude d'espèces végétales comme le Cynoglosse des dunes, plante endémique française de la Bretagne à la Charente-Maritime, inféodée aux sables des dunes, la Renoncule à feuilles d'ophioglosse préférant les dépressions longuement inondables, l'Orchis parfumé des sables temporairement humides, ou la Centaurée jaune tardive des pelouses sablonneuses légèrement humectées en eau douce. Plus de 570 espèces de plantes à fleurs peuvent être rencontrées sur la réserve naturelle, dont une quarantaine sont patrimoniales.

### Faune
Dans cette ancienne lagune côtière, se concentrent à marée haute, Courlis, Avocettes, Huîtriers pie, Barges, Pluviers, Chevaliers et Bécasseaux. Elle est aussi une remise de repos journalière pour les Canards colvert, pilet, souchet et les Sarcelles d'hiver. Au printemps, arrivent les Échasses blanches et les petits Gravelots. La roselière, est un habitat de prédilection des espèces telles que le Busard des roseaux, le Phragmite des joncs ou encore la Rousserolle turdoïde. Les prairies humides sont le refuge des anatidés (oies cendrées, canards siffleurs) et des limicoles. Les prairies où pâturent des vaches et des chevaux de race rustique Highland, accueillent pour leur reproduction la Cigogne blanche, la Bergeronnette printanière et le Tarier pâtre. La variété des paysages, synonyme de diversité biologique, lui confère un intérêt renouvelé en toute saison.

## Intérêt touristique et pédagogique
La réserve naturelle est un espace protégé dont l'accès est réglementé. Des visites accompagnées sont organisées par la maison d'accueil de la réserve naturelle.

## Administration, plan de gestion, règlement
La réserve naturelle est gérée par la Ligue pour la protection des oiseaux (LPO).

### Outils et statut juridique
La réserve naturelle a été créée par un décret du 28 août 1981.
Le 14 novembre 2024, le périmètre est étendu.